# Ausstellung Elisabeth von Thüringen
Unter dem Titel Elisabeth von Thüringen. Eine Europäische Heilige wurde anlässlich des 800. Geburtstages der heiligen Elisabeth von Thüringen vom 7. Juli bis 19. November 2007 die 3. Thüringer Landesausstellung auf der Wartburg und in der Predigerkirche in Eisenach durchgeführt. Sie fand bevorzugt an den historischen Stätten in Thüringen statt, an denen die Heilige den größten Teil ihres Lebens verbrachte.
Die Ausstellung avancierte mit 237.896 Besuchern zur mit Abstand besucherreichsten aller bisher gezeigten Thüringer Landesausstellungen.

## Themenschwerpunkte
Auf der Wartburg kam Elisabeth 1211 als Vierjährige an und die Burg blieb bis zum Tod ihres Gatten Ludwig IV., dem Landgrafen von Thüringen im Jahre 1227 ihr Lebensmittelpunkt. An diesem Ausstellungsort wurden der historische Lebensweg der Elisabeth, ihre frühe Heiligsprechung und der Beginn ihrer Heiligenverehrung aber auch die Prachtentfaltung des Thüringer Landgrafenhofes  dokumentiert.
Die Predigerkirche in Eisenach zeigte das bis in die Gegenwart andauernde Nachwirken der Heiligen als Vorbild für mitmenschliches Handeln und soziale Verantwortung. Den kontrastierenden Schwerpunkt dieser Ausstellung bildete die Lebenswirklichkeit der einfachen Menschen in der Stadt Eisenach und bei den Bauern ab – Elisabeths Armenwelt.

## Organisation
Für die wissenschaftliche Vorbereitung der Ausstellung waren die Jenaer Wissenschaftler an der Friedrich-Schiller-Universität, Matthias Werner (Professor für Thüringische Landesgeschichte und Mittelalterliche Geschichte) und Dieter Blume (Professor für Kunstgeschichte des Mittelalters) zuständig. Die Ausstellung fand in enger Kooperation mit der Wartburg-Stiftung statt.

## Herausragende Exponate
In der Ausstellung auf der Wartburg wurden zirka 350 hochrangige Originalexponate, die mit dem Leben der heiligen Elisabeth unmittelbar verbunden sind, gemeinsam gezeigt. Zu den herausragendsten Kunstwerken zählten das Brautkleid der Elisabeth aus Andechs, der Elisabethpsalter aus Cividale sowie der Landgrafenpsalter aus Stuttgart.

## Rahmenprogramm

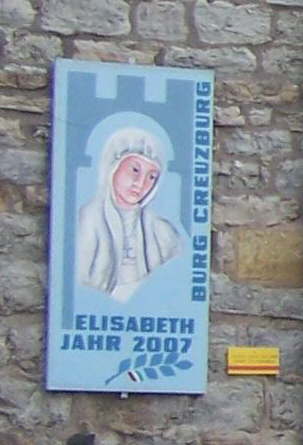
Burg Creuzburg

Im Rahmenprogramm der Ausstellung trat das Mittelalter-Ensemble Capella Antiqua Bambergensis mit dem Konzert Musik der Rose auf.

## Korrespondenzorte
Begleitend zur großen Landesausstellung fanden an zahlreichen Orten, die mit der Heiligen in Beziehung stehen, ergänzende Veranstaltungen und Ausstellungen statt. Im Marburger Landgrafenschloss wurde vom 24. März bis 25. November 2007 die Ausstellung Elisabeth in Marburg. Der Dienst am Kranken gezeigt. Auf der Burg Creuzburg wurde vom 23. März 2007 bis 9. März 2008 zum Thema Elisabeth von Thüringen. Gedächtnis und Verehrung ausgestellt. Weitere Korrespondenzorte waren Schmalkalden, Gotha, Erfurt, Weimar und Naumburg.